# Glover (videojuego)
Glover es un videojuego desarrollado por Hasbro Interactive para las consolas Nintendo 64 y PlayStation y para Microsoft Windows en 1998.

## Historia
La historia comienza en una torre de un castillo donde un mago se encuentra haciendo un experimento. Dicho experimento resulta fallido, dando como consecuencia una explosión a la que el mago resulta expuesto, perdiendo sus guantes (uno de ellos Glover) es un guante blanco ágil, fuerte y simpático y convirtiéndose de piedra. Tras salir Glover despedido por la ventana, el otro guante cae al caldero en el que se estaba experimentando, mutando y convirtiéndose en el enemigo principal del protagonista.
Con la explosión también han sido despedidos del castillo 7 cristales mágicos después de Glover, que este convierte en pelotas justo antes de que caigan al suelo evitando así que se rompan. Por el contrario, los cristales (transformados en pelotas) se dispersan por distintas zonas o mundos, teniendo Glover que recuperarlos para conseguir que el mago vuelva a su estado original.

## Modo de juego
Los cristales son dirigidos por Glover a lo largo y ancho de los 6 mundos, desglosados en 3 niveles, un jefe y una fase de bonus. Glover puede transformar el cristal en 4 formas o pelotas diferentes (5 con el truco de Power Ball). Estas formas son la pelota de goma, la canica metálica, la bola de bolos, el cristal y la power ball. El cristal es muy sensible a golpes bruscos, pero proporciona el doble de puntos. También existen diversas pociones mágicas que ayudan a Glover en su búsqueda proporcionándole diversos poderes.
Glover puede realizar diversas acciones con la pelota, pudiendo hacerla rodar, rebotar, lanzarla, palmearla (solo en Nintendo 64) o andar sobre ella. Sobre el agua, los controles están invertidos (excepto en dificultad fácil). Glover también puede recoger cartas (conocidas como "Garibs") con las que podrá acceder a las fases de bonus si recoge todas en cada mundo.

### Las pelotas
Glover tiene la habilidad de transformar el cristal en diversas y redondas formas, incluyendo una bola de bolos.
Las distintas bolas y pelotas son los estados en los que puede transformarse el cristal. Si la pelota se rompiera o destrozase el resultado sería la pérdida de una vida. El cristal tiene 3 transformaciones diferentes:
- La pelota de goma: La pelota estándar, usada para el desplazamiento en general.
- La canica metálica: Usada para atacar y resolver distintos puzles magnéticos.
- La bola de bolos: Usada para atacar y derribar muros bajos.
- El cristal: La forma original, sin transformación alguna aparecidas en lo alto del castillo y usado para conseguir el doble de puntos al recoger las cartas (Garibs) y conseguir vidas extras.

## Mundos y niveles
El juego se desarrolla en 7 zonas diferentes, los jardines del castillo y 6 mundos. Cada mundo se desglosa en 3 niveles distintos, un jefe y una fase de bonus.
Los distintos mundos son:
- Los jardines del castillo: Es donde comienza la aventura y desde donde se pueden acceder a los distintos mundos entre otras zonas.
- Atlantis (1° mundo): Es un nivel de agua rodeada por antiguas ruinas. Glover se cruzará con tiburones medievales y peces come-hombres.
- Carnival (2° mundo): El nivel se desarrolla en el temario de un circo en torno al cual Glover deberá evitar elefantes voladores, gallos malabares y gigantes abejorros.
- Pirates (3° mundo): Es otro nivel de agua lleno de balas de cañón y espadas andantes llamadas “Swish” que Glover puede controlar.
- Prehistoric (4° mundo): Este nivel regresa a la era de piedra con multitud de dinosaurios.
- Fortress of Fear (5° mundo): Es un nivel que podría denominarse “de terror” con espeluznantes castillos y fortalezas. Glover se cruzará con fantasmas y brujas que le transformarán en rana y a la pelota en una extraña gota viscosa de color rojo y morado, o la explota.
- Out of this world (6° mundo): El último nivel cuenta con un ambiente futurista y extraterrestre en el que Glover se encontrará con mortíferos robots y naves espaciales.

## Secuela
Hasbro Interactive había planeado realizar una secuela del videojuego de Glover para sacarlo en el 2000 con el nombre de “Glover 2”. Recientemente se reveló que justo cuando el juego estaba terminado al 85% Hasbro iba a ordenar 150000 cartuchos a Nintendo pero el encargado de ordenar los cartuchos pidió el doble porque Nintendo les haría un descuento, como las tiendas no querían cartuchos extra Hasbro perdió dinero por los cartuchos sobrantes y en consecuencia se quedó sin presupuesto para el juego y tomó la decisión de cancelarlo. 